# Nasledovita
La nasledovita és un mineral de la classe dels carbonats.

## Característiques
La nasledovita és un carbonat de fórmula química PbMn₃Al₄(CO₃)₄(SO₄)O₅·5H₂O. La seva duresa a l'escala de Mohs és 2.
Segons la classificació de Nickel-Strunz, la nasledovita pertany a «05.D - Carbonats amb anions addicionals, amb H₂O, amb cations grans i de mida mitjana» juntament amb els següents minerals: alumohidrocalcita, paraalumohidrocalcita, dresserita, dundasita, montroyalita, estronciodresserita, petterdita, kochsandorita, hidrodresserita, schuilingita-(Nd), sergeevita i szymanskiïta.

## Formació i jaciments
Va ser descoberta al dipòsit polimetàl·lic de Sardob, a Kuraminskii, a la província de Sughd, al Tadjikistan. També ha estat descrita a la mina San Miguel, a Moctezuma, Sonora (Mèxic). Es tracta dels dos únics indrets on ha estat trobada aquesta espècie mineral.